# Árvore da Ciência do Bem e do Mal

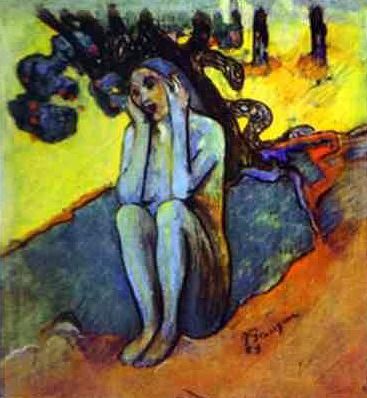
Pintura de Paul Gauguin, Paris - Eva e árvore da ciência

A árvore da Ciência do Bem e do Mal é citada na Bíblia, nos capítulos iniciais do livro do Gênesis, correspondendo a um importante elemento da criação segundo a crença judaico-cristã. — Gênesis 2:9; 2:16-17; 3:1-24. No Jardim do Éden, Deus utilizou duas árvores com objetivos simbólicos: a "árvore da vida" e "a árvore da Ciência do Bem e do Mal". Não respeitar o decreto de Deus referente a esta última árvore teria resultado na queda do homem.
Também conhecida como Árvore do Conhecimento do Bem e do Mal, ou simplesmente Árvore da Ciência, foi plantada, segundo o relato bíblico, no Jardim do Éden, tendo seus frutos sido proibidos ao homem por Deus. Segundo o mesmo relato, após ser interpelada pela serpente, a mulher (Eva), desobedecendo a ordem de Deus, come do fruto, oferecendo posteriormente ao homem (Adão), que também o come, provocando o que se chama de pecado original da humanidade.
Uma interpretação dos Doutores da Igreja colocam Adão e Eva como um homem só, sendo que Eva representa os sentimentos e paixões, e Adão, a inteligência e razão. Desta forma, de acordo com os ensinamentos da Igreja Católica e de outras tradições que diz que os demônios não possuem acesso direto à inteligência do homem, a serpente só poderia tentar o homem (Adão e Eva) pelos sentimentos e paixões, por Eva representados. Eva, então, leva a tentação até a inteligência, por Adão representada. [carece de fontes?]

## O fruto proibido
Várias tradições fazem referências ao fruto proibido de diversas maneiras:
- O modo invertido da ordem que Deus colocou no universo, de modo de que, ao aceitar a proposta da serpente, o homem passou a atribuir valores intrínsecos de bom ou ruim às coisas e passou a atribuir um valor relativista para a única coisa que ele tinha certeza que era bom, ou seja, Deus.
- Símbolo de relações sexuais representadas por uma fruta;
- Como significando o reconhecimento do certo e do errado;
- Como conhecimento adquirido por se alcançar a madureza por experiência;
- Símbolo do direito que o Criador do homem teria de especificar aos seres humanos o que é “bem” e o que é “mal”, exigindo a prática do que é bom e a rejeição do que é mal, a fim de continuarem aprovados por Ele.
- Como a ciência propriamente dita - com as descobertas científicas, o homem deixa seu estado natural de equilíbrio com a natureza e passa a ter que trabalhar para garantir a sua sobrevivência. No jardim do Éden o ser humano não precisava trabalhar; quando Deus expulsa o homem do Paraíso devido ao fato de Adão e Eva terem comido o fruto, ele os amaldiçoa afirmando que a partir daquele momento terão que trabalhar pelo seu sustento. Outra passagem do Gênesis que demonstra este fato é quando é afirmado que os filhos de Adão e Eva após a saída do Éden, Caim e Abel, eram, respectivamente, agricultor e pastor.

Muitos acreditam que após comer do fruto do conhecimento do bem e do mal, é criado um pecado que faz com que os seus olhos se tornem capazes  de aprender a maldade, por isso o termo "seus olhos foram abertos"' e este mesmo pecado separa o homem do seu criador.
Ainda outros argumentam que, em vista da ordem de "serem fecundos e tornarem-se muitos, e de encherem a terra" , o fruto da árvore não poderia ser o símbolo de relações sexuais, visto que esta seria a única maneira de haver procriação. Também há a argumentação de que não podia significar apenas a faculdade de reconhecer o certo e o errado, porque a obediência à ordem de Deus exigia esta discriminação moral. Quanto a referir-se ao conhecimento obtido ao atingir a madureza, argumenta-se que não seria pecado por parte do homem atingir este estágio, nem lógico que seu Criador o obrigasse a continuar imaturo.
A Árvore do Bem e do Mal figura na Bíblia como um simbolismo colocado, sob forma física, a Adão e Eva, onde a aceitação desta (isto é, o comer do seu fruto) seria o "assinar embaixo" da humanidade em aceitar o pecado, enquanto que o não-fazê-lo seria o aceitar estar com Deus. Por consequência, tem-se que o mal, na prática, já existia, tendo vindo com a queda de Lúcifer à Terra descrita no capítulo 12 de Apocalipse; o fruto da árvore apenas seria a porta de entrada para que este mal entrasse também na vida do ser humano. Sob certo ponto de vista, a desobediência do homem aos mandamentos de Deus deve ter sido o primeiro pecado oficial da humanidade, no entanto sob outro aspecto foi o de sucumbir à tentação que veio primeiro, uma vez que, antes de cometer a desobediência em si (o comer do fruto), Eva já havia sucumbido à tentação para, então, descumprir.
Muitos simbolizam a maçã como o fruto proibido, embora não haja relatos na Bíblia/Tanach de que isso seja verdade.